# Laura Tesoro
Laura Tesoro (n. 19 august 1996, Antwerpen, Flandra, Belgia) este o cântăreță din Belgia. Ea cochetează și cu actoria. A reprezentat Belgia la Concursul Muzical Eurovision 2016, din Stockholm, Suedia. Laura este cunoscută și pentru rolul ei din telenovela „Familie”, unde interpretează personajul Charlotte. A participat și la Vocea Flandrei, unde a ieșit pe locul al doilea.

## Biografie

### 1996-2014: începuturile
Laura Tesoro s-a născut la 19 august 1996, în Flandra. Primul rol pe care l-a jucat a fost în drama polițistă „Witse”, interpretând rolul lui Evy Cuypers, în 2008, continuându-și aparițiile și în musical-urile „Annie” și „Domino”. În 2012, a apărut în telenovela „Familie”. În 2014, a participat la cel de-al treilea sezon al competiției muzicale Vocea Flandrei, făcând parte din echipa Koen. În același an, Laura a scos single-ul „Outta Here”, atingând locul 23 în topurile din Flandra.

### 2015: Eurovision
În 2015, a oferit publicului „Funky Love”. În noiembrie 2015, Laura a fost anunțată că este unul din cei cinci participanți la selecția Belgiei. În primul show, a realizat un cover al melodiei „Düm Tek Tek”, melodie ce a reprezentat Turcia la Concursul Muzical Eurovision 2009. În cel de-al doilea show, a prezentat melodia „What's the pressure”, obținând cel mai mare punctaj din partea publicului. Pe 17 ianuarie 2016, a fost declarată câștigătoare, obținând atât victoria din partea publicului, cât și din partea juriilor internaționale.

## Discografie

### Single-uri
| 2014                                                                              | "Outta Here"          | 23 | Single-uri fără album |
| 2015                                                                              | "Funky Love"          | -  | Single-uri fără album |
| 2016                                                                              | "What's the Pressure" | 2  | Single-uri fără album |
| "—" denotă că single-ul nu a fost produs/nu a atins vreun loc important în topuri |                       |    |                       |